# محمد اشرفل
محمد اشرفل (بنگالی: মোহাম্মদ আশরাফুল؛ زادهٔ ۷ ژوئیهٔ ۱۹۸۴) بازیکن کریکت اهل بنگلادش است.